# Jassidophaga pilosa
Jassidophaga pilosa – gatunek muchówki z podrzędu krótkoczułkich i rodziny Pipunculidae.
Gatunek ten opisany został w 1838 roku przez Johana Wilhelma Zetterstedta jako Pipunculus pilosa.
Muchówka o ciele długości od 4 do 4,5 mm i czarnym owłosieniu. Głowa jej ma srebrzyście opylone twarz i czoło. Drugi człon czarnych bądź czarnobrunatnych czułków porastają długie, brunatne szczecinki, a trzeci ich człon jest jaśniejszy i biało opylony. Tułów cechują szarobiało opylone boki oraz matowoczarne śródplecze i tarczka. Skrzydła są przydymione z ciemną pterostigmą. Ich użyłkowanie odznacza się nierozwidloną żyłką medialną M1+2. U samców przezmianki są ubarwione brązowożółto, a łuseczki skrzydłowe brunatno, zaś u samic przemianki są żółte, a wspomniane łuseczki białawe. Odnóża są czarne z jaśniejszymi nasadami ud, końcami goleni i nasadami stóp. Wewnętrzna strona uda uzbrojona jest w wyrostek trójkątnego kształtu.
Owad w Europie znany z Francji, Irlandii, Wielkiej Brytanii, Norwegii, Szwecji, Finlandii, Belgii, Holandii, Niemiec, Danii, Szwajcarii, Austrii, Włoch, Polski, Czech, Słowacji, Węgier, Rumunii, Bułgarii, Łotwy, Estonii i północnej Rosji. Ponadto występuje we wschodniej Palearktyce i Ameryce Północnej. Owady dorosłe są aktywne od kwietnia do lipca.